# SAY NO
《SAY NO》是中國偶像組合GNZ48的第4張EP，於2017年9月23日發行。

## 簡介
《SAY NO》是GNZ48第4张EP，其包含了以同名主打歌《SAY NO》为首的五首原创歌曲。同名主打曲为GNZ48首支由成员全权负责填词的单曲，讲述了少女偶像追梦过程中的辛酸与不甘。其MV则主打运动风格，并与广东宏远篮球俱乐部合作拍摄，其球员赵睿出演该MV。而在2017年11月10日，该MV作为2017-18赛季CBA常规赛第6轮（广东 vs 八一）的主场助威音乐播放，GNZ48亦派出部分成员在间场时段表演。
《I Know》《就是现在》《未知方向》则分别为Team G、Team NIII及Team Z的队歌，旨在展示各队成员感恩过去、享受现在及探索未来之精神，力求为大众带去青春正能量。而Team G成员需要在公演中表演《I Know》时，参演成员亦会以手语演出。另外，《I Know》亦在2019年7月5日成为Team G《Victoria.G》公演的固定演出曲目。
《蠢蠢》为GNZ48首支描述闺蜜情谊的单曲，透过描写闺蜜之间各类相处细节引起听众共鸣。其MV采用双画面模式塑造闺蜜之间的“跨空间闺蜜情”，而运营方共选拔4组成员组成“官方CP组”出演。

## 收錄曲目
| CD       | CD       | CD             | CD                                    | CD                       | CD        | CD    |
| 曲序     | 曲目     |                | 作曲                                  | 编曲                     | 演唱者    | 时长  |
| -------- | -------- | -------------- | ------------------------------------- | ------------------------ | --------- | ----- |
| 1.       | SAY NO   | 罗寒月、冯嘉希 | Mcflied Chicken                       | Mcflied Chicken          | 選拔組    | 4:22  |
| 2.       | I Know   | VERA           | 金源奕、朴志娟                        | 金源奕                   | Team G    | 4:35  |
| 3.       | 就是現在 | VERA           | 朴志娟、韓才俊                        | 韓才俊                   | Team NIII | 3:06  |
| 4.       | 未知方向 | 杨彤           | Måns Ek、Chris Meyer、Hanif Sabzevari | Måns Ek、Hanif Sabzevari | Team Z    | 3:48  |
| 5.       | 蠢蠢     | Z.K            | Z.K                                   | 唐绍崴                   | 官方CP组  | 4:22  |
| 总时长： | 总时长： | 总时长：       | 总时长：                              | 总时长：                 | 总时长：  | 20:13 |

## 選拔成員

### SAY NO
（Center：盧靜)
- Team G：陳珂、高源婧、羅寒月、曾艾佳、張凱祺、張琼予
- Team NIII：陳楠茜、冯嘉希、洪静雯、盧靜、唐莉佳、鄭丹妮
- Team Z：杜秋霖、龍亦瑞、農燕萍、王偲越

盧靜首次擔任選拔Center。陈楠茜、冯嘉希、洪静雯、杜秋霖、农燕萍首次參與選拔。謝蕾蕾、劉力菲、劉倩倩首次沒有進入選拔組。
MV在广东东莞拍摄。

### I Know
（Center：陳珂）
- Team G：陈俊宏、陈佳莹、陳珂、陳雨琪、程一心、方晓瑜、高源婧、黃黎蓉、羅寒月、林嘉佩、梁可、谢蕾蕾、陽青穎、曾艾佳、張凱祺、張琼予

陈珂首次擔任G队Center。陈俊宏、陈佳莹、程一心、方晓瑜、梁可进入Team G正规16人。杜雨微、李沁洁、刘梦雅、刘筱筱、向芸掉出Team G正规16人。

### 就是現在
（Center：鄭丹妮）
- Team NIII：陳慧婧、陳楠茜、冯嘉希、洪静雯、盧靜、劉力菲、劉倩倩、孫馨、唐莉佳、冼燊楠、肖文鈴、熊心瑤、鄭丹妮、左嘉欣、左婧媛、鄭悦

鄭丹妮首次擔任NIII队Center。郑悦进入Team NIII正规16人。孙馨重返Team NIII正规16人。陈欣妤、李伊虹掉出Team NIII正规16人。

### 未知方向
（Center：龍亦瑞）
- Team Z：陳桂君、陳梓熒、代玲、杜秋霖、龍亦瑞、農燕萍、王翠菲、王炯義、王偲越、王秭歆、楊可璐、杨媛媛、于珊珊、张秋怡

于珊珊、张秋怡进入Team Z正规16人。刘嘉怡、王盈、张心雨、赵翊民掉出Team Z正规16人。

### 蠢蠢
- Team G：陳珂、高源婧、謝蕾蕾
- Team NIII：劉力菲、劉倩倩、鄭丹妮
- Team Z：王秭歆、楊可璐

GNZ48单曲Unit官方CP組，搭配方式为：谢蕾蕾、高源婧；陈珂、郑丹妮；刘力菲、刘倩倩；杨可璐、王秭歆。
MV在广东广州拍摄。

## 轶事
- 程一心、方晓瑜、于珊珊、郑悦参与的唯一一张EP。
- 陈慧婧、陈梓荧、张凯祺参与的最后一张EP。